# Halle-Vilvoorde Komitee
Het Halle-Vilvoorde Komitee of Haviko is een Vlaamsgezinde vereniging die de splitsing van de kieskring Brussel-Halle-Vilvoorde en het daarmee overeenkomende gerechtelijk arrondissement Brussel beoogt. Haviko werd eind 1992, in de nadagen van het Sint-Michielsakkoord, door enkele plaatselijke verenigingen opgericht toen bleek dat de beloofde splitsing er niet kwam. Naast de splitsing van BHV wil de vereniging ook een verbetering van het Ruimtelijk Structuurplan Vlaanderen, waarin Halle-Vilvoorde grotendeels als stedelijk gebied ingeschreven staat, en verzet ze zich tegen het GEN. Verder willen ze meer bevoegdheden voor Vlaanderen in het algemeen.
De beweging kreeg steun van het Arbitragehof toen die besliste dat de kieshervorming ten laatste in 2007 voltooid moest worden, wat de splitsing zou kunnen betekenen.
Het Komitee steunt ook de burgemeesters uit Halle-Vilvoorde die weigeren verkiezingen te organiseren zolang de splitsing geen feit is. Zij roept in dat verband eveneens de bevolking op om niet te zetelen in een stem- of telbureau.

## Leden
- Komitee der Randgemeenten
- Sterrebeek 2000
- Vlaams Komitee Druivenstreek
- Davidsfonds
- Taal Aktie Komitee
- Marnixring
- Vlaamse Volksbeweging
- Vlaams Nationaal Jeugdverbond